# Voo Ryanair 4102
O Voo Ryanair 4102 é a identificação da rota aérea de passageiros entre o Aeroporto de Frankfurt-Hahn, na Alemanha, e o Aeroporto de Roma Ciampino, perto de Roma, na Itália. Em 10 de novembro de 2008, a aeronave que realizava esta rota levando 166 passageiros e 6 tripulantes sofreu múltiplas colisões com aves durante o pouso. Das 172 pessoas a bordo, dois tripulantes e oito passageiros receberam atendimento médico com ferimentos leves. A aeronave envolvida neste incidente era um modelo Boeing 737-8AS, matrícula EI-DYG, número de série 33639 e teve seu voo inaugural oito meses antes.

## O incidente
A aeronave atingiu e matou até 90 aves, todos esturnídeos, na aproximação final no Aeroporto de Roma Ciampino, danificando o trem de pouso e ambos os motores. A tripulação tentou executar uma arremetida após um dos motores ser danificado, mas o segundo motor também atingiu as aves e apresentou problemas. Foi relatado que a aeronave saiu da pista 15 por um curto período de tempo após um dos pneus estourar. Os passageiros foram evacuados pelos serviços de bombeiros e os gravadores de voo foram retirados da aeronave.
O relatório final do incidente, investigado pela ANSV (National Agency for the Safety of Flights) foi divulgado no dia 20 de dezembro de 2018, mais de 10 anos após o ocorrido e disponível somente na língua italiana. Uma tradução para a língua inglesa foi fornecida pela Aviation Accident Database..